# Кемму сікімоку
Ке́мму сікімо́ку (яп. 建武式目, けんむしきもく, «Список Кемму») — законодавчий акт у середньовічній Японії; декларація, яка визначала політичний курс Асікаґи Такаудзі і проголошувала заснування сьоґунату Муроматі. Упорядкований у 1336 році у формі 17 статей. Названий за девізом імператорського правління «Кемму».

## Короткі відомості
У грудні 1336 року, після перемоги Асікаґи Такаудзі у Кіото над прибічниками Імператора Ґо-Дайґо, розпочалася робота над обранням подальшого політичного курсу Японії. Такаудзі провів наради із представниками  столичної аристократії, впливового самурайства і духовенства: Хіно Фудзінорі, Ґен'е Хоїном, Акасі Юкіцурою, Фусе Додзьо та іншими. Пропозиції радників були упорядковані братами Накахарою Дзееном і Накахарою Сін'еном. Останні представили Такаудзі письмову доповідь з 17 статей, яка було оприлюднена як «Список Кемму» 11 грудня 1336 року. 
Згідно зі «Списком» проголошувався новий сьоґунат під проводом Асікаґи Такаудзі. Штаб-квартирою цього сьоґунату визначалося Кіото, а не традиційна Камакура. Новий самурайський уряд проголошувався правонаступником Камакурського сьоґунату, а його політичний ідеал визначався епохою правління сіккенів Ходзьо Йосітокі та Ходзьо Ясутокі. «Список» встановлював ряд морально-етичних норм, які вимагали від мешканців країни стриманості, економії коштів, набожності і ввічливості. Заборонялося хабарництво, втручання жінок та духовенства у політику. Сьоґунат зобов'язувався приборкати злочинність у Кіото і забезпечити справедливе судочинство у столиці і регіонах. Уряд також обіцяв державні гарантії лихварям і торгівцям, плануючи відновити поступальний розвиток економіки. Крім цього «Список» встановлював критерії для набору осіб на посади військових губернаторів сюґо та наближених сьоґуна.
Взірцем для укладання «Списку Кемму» були «Конституція сімнадцяти статей» принца Шьотоку та «Список покарань» Ходзьо Ясутокі. 
Остаточне оформлення сьоґунату Муроматі як нового самурайського уряду відбулося лише 1338 року, після офіційного призначення Асікаґи Такаудзі на посаду сьоґуна.